# Visayské ostrovy
Visayské ostrovy (též Visajské ostrovy, Visajské souostroví či Visajanské souostroví) je skupina ostrovů v jihovýchodní Asii tvořící součást Filipinského souostroví (potažmo Malajského souostroví). Jsou jednou ze tří základních geografických oblastí Filipín – další jsou Luzon a Mindanao. Na východě jsou vymezeny Filipínským mořem, na západě Suluským mořem. Od ostrovní skupiny Mindanao je na jihu odděluje Boholské moře. Severní hranicí jsou Samarské moře a Sibuyanské moře. Vnitřní prostor mezi jednotlivými ostrovy vyplňují Camotské moře, Visayské moře, Leytský záliv a další vodní plochy.
Z územně-správního hlediska souostroví sestává z 16 provincií, které jsou seskupeny do 3 administrativních regionů (Západní Visayské ostrovy, Centrální Visayské ostrovy a Východní Visayské ostrovy). V roce 2015 v těchto 3 regionech žilo 19,3 milionu osob. Největší ostrovy jsou Bohol, Cebu, Leyte, Negros, Panaj a Samar. Ostrovy Masbate a Romblon, které je řazeny k ostrovní skupině Luzon, jsou z etnografického, jazykového, ale i bio-geografického hlediska taktéž součástí Visayského souostroví. Nejrozšířenější jazyky jsou cebuánština, ilokština a warajština.